# Wind River Indiánrezervátum
A Wind River Indiánrezervátum Wyoming állam középső-nyugati részén helyezkedik el, az Amerikai Egyesült Államok területén. Az indiánrezervátumban a sosonok keleti ága, illetve az arapahó indiánok északi ágának törzsei élnek napjainkban. Az Államok területén a hetedik legnagyobb területű indiánrezervátum, amely 8995 km² szárazföldi területen fekszik, a vízzel borított területekkel együtt 9147 km² a területe. Népesség alapján 23 250 lakosával, az ötödik legnagyobb rezervátum az Egyesült Államok területén.
A rezervátum alkotja Fremont megye egy harmadát, míg Hot Springs megye egy ötödét.   A rezervátum a Wind River-medence területén fekszik, amelyet a Wind River-hegység, valamint az Owl Creek-hegység, továbbá az Absaroka-hegység tagjai ölelik körül. Központja Fort Washakie. A Shoshone Rose Casino (keleti soson) és a the Wind River Casino, Little Wind Casino, valamint 789 Smoke Shop & Casino (melyek mindegyike az északi arapaho-törzshöz tartozik), Wyoming állam egyedüli kaszinói is itt található.

## Története
A Wind River Indiánrezervátumot az Amerikai Egyesült Államok törvényhozása hozta létre 1868-ban az indián törzsek által korábban is birtokolt földeken.

## Fordítás
- Ez a szócikk részben vagy egészben  a   Wind River Indian Reservation című angol Wikipédia-szócikk ezen változatának fordításán alapul.  Az eredeti cikk szerkesztőit annak laptörténete sorolja fel. Ez a jelzés csupán a megfogalmazás eredetét és a szerzői jogokat jelzi, nem szolgál a cikkben szereplő információk forrásmegjelöléseként.